# Chuyến bay 2431 của Aeroméxico
Chuyến bay 2431 của Aeroméxico Connect (SLI2431 / 5D2431) là một chuyến bay chở khách nội địa bị rơi ngay sau khi cất cánh từ sân bay quốc tế Durango ở Durango, Mexico, đến sân bay quốc tế Thành phố México, Thành phố México vào ngày 31 tháng 7 năm 2018. Tất cả 103 người trên tàu đều sống sót, với 85 người bị thương.

## Máy bay
Chiếc máy bay này là một chiếc Embraer E-190, đăng ký XA-GAL, msn 19000173. Nó đã bay đầu tiên vào năm 2008. Nó lần đầu tiên được giao cho US Airways như N960UW trước khi được bán cho Midwest Airlines đang hoạt động như hãng hàng không Cộng hòa với đăng ký thay đổi thành N167HQ vào tháng 12 năm 2009. Sau đó nó được bán cho Aeroméxico Connect vào năm 2014 và được đăng ký lại với XA-GAL.

## Tai nạn
Chiếc máy bay đã cố gắng cất cánh từ sân bay quốc tế Durango lúc 3:45 chiều trong thời tiết mưa bão. Nó chuẩn bị bay đến sân bay quốc tế Thành phố México, Thành phố México. Chiếc máy bay cất cánh, nhưng đã chúi đầu xuống trước và rơi xuống độ cao 1.500 feet (460 m) sau khi lướt khỏi đường băng trong một cánh đồng. Tất cả 103 người trên máy bay đã sống sót sau vụ tai nạn. Chiếc máy bay đã bị phá hủy bởi ngọn lửa sau vụ tai nạn.